# كريستيان وارد
كريستيان وارد (بالإنجليزية: Christian Ward)‏ هو شاعر بريطاني، ولد في 1980 في لندن في المملكة المتحدة.